# Гръцка националсоциалистическа партия
Гръцката националсоциалистическа партия (на гръцки: Ελληνικό Εθνικό Σοσιαλιστικό Κόμμα) е нацистка политическа партия в Кралство Гърция.

## История
Създадена в Атина през декември 1932 г., Националсоциалистическата партия е една от крайнодесните групи, действащи в страната по онова време. Тя обаче се отличава с това, че най-силно подкрепя Адолф Хитлер, опитвайки се да копира Националсоциалистическата германска работническа партия в организационни и политически термини.
Партията се появи след като Меркурис, който преди това показва симпатия към италианските фашистки профсъюзи, се отделя от Панагис Цаларис и популистката партия относно необходимостта от коалиционно правителство. Чрез контактите си с Галеацо Чиано, Меркурис осигурява финансиране за новата група от Италия, макар че това скоро пропада, тъй като те не са убедени, че партията е в някаква позиция да спечели властта.
Самата партия до голяма степен се ориентира към италианския фашизъм, въпреки че самият Меркурис и някои от неговите основни последователи са по-привлечени от германския модел. Меркурис понякога се използва като посредник между правителствата, работещи по време на германската окупация.

### Политическа подкрепа
Партията, обаче, не служи на режима на Йоанис Метаксас, въпреки монархическата позиция на партията, много от нейните последователи са примирени с новото правителство. По време на окупацията на Гърция, партията е оставена да продължи с дейността си, макар че няма реална роля в до голяма степен военното гръцко правителство и се изправя пред конкуренция от другите екстремистки движения. Тя се надява да получи влияние, но германците смятат, че поради хроничната липса на подкрепа от страна на народа, не е целесъобразно да предлагат на партията властта.